# Грилюк Сергій Михайлович
Сергі́й Миха́йлович Грилю́к — полковник Збройних сил України.

## З життєпису
Станом на жовтень 2014 року — начальник Соціально-психологічного центру Збройних Сил України.

## Нагороди
За особисту мужність і героїзм, виявлені у захисті державного суверенітету та територіальної цілісності України, вірність військовій присязі під час російсько-української війни нагороджений
- орденом Богдана Хмельницького III ступеня (4.12.2014).